# 3164 Prast
3164 Prast је астероид главног астероидног појаса. Приближан пречник астероида је 19,09 ,
а средња удаљеност астероида од Сунца износи 3,160 астрономских јединица (АЈ).
Инклинација (нагиб) орбите у односу на раван еклиптике је 2,338 степени, а орбитални период износи 2052,292 дана (5,618 година). Ексцентрицитет орбите астероида износи 0,160.
Апсолутна магнитуда астероида износи 11,90 а геометријски албедо 0,084.
Астероид је откривен 24. септембра 1960. године.